# Hultsfred
Hultsfred – miejscowość (tätort) w Szwecji, w regionie administracyjnym (län) Kalmar, w gminie Hultsfred.
Według danych Szwedzkiego Urzędu Statystycznego liczba ludności wyniosła: 5510 (31 grudnia 2015), 5802 (31 grudnia 2018) i 5764 (31 grudnia 2019).